# Caloptilia prismatica
Caloptilia prismatica là một loài bướm đêm thuộc họ Gracillariidae. Nó được tìm thấy ở Sri Lanka.